# 6708 Bobbievaile
A 6708 Bobbievaile (ideiglenes jelöléssel 1989 AA5) a Naprendszer kisbolygóövében található aszteroida. Robert H. McNaught fedezte fel 1989. január 4-én.